# 楊本範満
楊本 範満（やなぎもと/やないもと のりみつ）は、室町時代後期の武将。

## 概要
『親長卿記』文明3年（1471年）閏8月9日条によると、応仁の乱の最中、畠山義就派の越智氏と手を組んでいたため、東軍方の十市遠清に居城の楊本城攻められ、子の源次とともに討ち取られたという。『大乗院寺社雑事記』によると、範満は堀に落下して死去し、源次は切腹して果てたとされる。
『実隆公記』文明7年（1475年）9月20日条によると、後継者の楊本某が筒井氏（順尊か）・片岡氏・箸尾氏（為国か）の仲介によって十市遠清と和睦したとされる。